# Ādaži (novads)
Ādaži (łot.: Ādažu novads) – jeden z łotewskich novadsów, funkcjonujący od 2021.
W skład novadsu wchodzą: 
- miasto: Ādaži (od 2022)
- pagastsy: Ādaži, Carnikava

## Historia
Novads powstało podczas reformy administracyjnej w 2021, z połączenia dotychczasowych novadsów: Ādaži i Carnikava.